# 示范性软件学院
示范性软件学院是中华人民共和国教育部在中国内地各大学的软件学院当中择优选取，并通过政策扶持设立的国家级示范性软件学院。首批共有35所高校获准试办示范性软件学院，目前共有37所大学办有示范性软件学院。

## 概述
2001年12月，中国教育部正式批准国内的35所部属重点高校试办“示范性软件学院”。此前部分高校已经开始建立一些软件方向的专业。批复后的初期，各个学校主要以校内二次招生、第二学位、软件工程硕士研究生等形式招收学生，此后逐步推广面向高考毕业生招生。
教育部所提供的示范性软件学院的建设目标是“以市场需求为导向，培养具有国际竞争能力的多层次实用型人才”。因此，教育部和国家计委鼓励软件学院面向市场，更多地进行中外合作办学和企业化管理。

## 验收结果
2006年11月27、28日，高教司宣布了36所示范性软件学院验收结果（暂时没有新通过验收的北京工业大学软件学院）。此次国家示范性软件学院验收工作，验收的唯一依据是教育部和国家计委《关于批准有关高等学校试办示范性软件学院的通知》。
- 综合评定合格的软件学院（9所）：北京大学、上海交通大学、哈尔滨工业大学、北京航空航天大学、同济大学、复旦大学、南京大学、西北工业大学、浙江大学。

- 综合评定基本合格（其他26所）：重庆大学、北京工业大学、华东师范大学、西安电子科技大学、清华大学、武汉大学、华中科技大学、东南大学、中国科学技术大学、大连理工大学、四川大学、山东大学、厦门大学、电子科技大学、东北大学、吉林大学、西安交通大学、北京交通大学、南开大学、北京理工大学、天津大学、云南大学、华南理工大学、湖南大学、国防科学技术大学、中山大学。

- 其中，四川大学、东北大学、南开大学、北京邮电大学、湖南大学、国防科学技术大学、中山大学、云南大学、华南理工大学9所学校因在某项指标方面有差距或不合格需在一年内申请复评 。